# Саунд Бич (Њујорк)
Саунд Бич (енгл. Sound Beach) насељено је место без административног статуса у америчкој савезној држави Њујорк.

## Демографија
По попису из 2010. године број становника је 7.612, што је 2.195 (-22,4%) становника мање него 2000. године.
| Група             | 2000.         | 2010.         |
| Белци             | 9.178 (93,6%) | 6.781 (89,1%) |
| Афроамериканци    | 62 (0,6%)     | 90 (1,2%)     |
| Азијати           | 117 (1,2%)    | 134 (1,8%)    |
| Хиспаноамериканци | 341 (3,5%)    | 475 (6,2%)    |
| Укупно            | 9.807         | 7.612         |